# エミール・ハウスクネヒト
エミール・パウル・カール・ハインリヒ・ハウスクネヒト（Emil Paul Karl Heinrich Hausknecht、1853年5月23日 - 1927年12月19日）は、ドイツの教育者。お雇い外国人教師として明治時代中頃に来日し、東京帝国大学で3年間ドイツ語、教育学を講義。日本にヘルバルト教育学をもたらした。

## 生涯
ベルリンの北西、ノイルピーン郡トレスコウ（Treskow）の庭師の息子として生まれる。1827年春、地元のフリードリヒ・ヴィルヘルム・ギムナジウム卒業。1872年 - 73年からベルリン大学で、古典学、近代語学、歴史学を学ぶ。1873年、パリに移り、高等技芸学院に入学。その他に、パリ古典学校、コレージュ・ド・フランスでロマン語、フランス語を学ぶ。1874年-75年は、ロシアに滞在。1976年、イギリスに渡り、ロンドン郊外のグレイと・イーリング・スクールでアシスタントを勤める。1876年秋、再びドイツ、ベルリンに戻り、ベルリン大学で再度学生登録。1878年まで在籍し、専攻を言語学から哲学に変更。この時期、ヘルバルト主義教育学を学ぶ。
1879年、中等学校教員資格を取得、博士号を得て大学を卒業。1年間の兵役を経て、1881年、ベルリン・ライプニッツ・ギムナジウムの教員となる。1882年春、ファルク実家ギムナジウムに転任。
この時期、1881年、「バビロンのスルタンのロマンス」を英語でロンドンの出版社から出し、続けて「フィオリオとビアンチ・フィオーレの歌」（1884年）、「フローリスとブランチェフルール」（1885年）を発表。さらにエルンスト・グロップと共編で、「仏詩選集」（1885年）、「英詩選集」（1886年）を教科書として出版。いずれも多数の版を重ねた。

### 来日
日本から招聘を受け、1886年11月、日本に向けてベルリンを出発。1887年1月横浜へ到着。当時33歳。お雇い外国人教師として東京帝国大学で、ドイツ語、ドイツ文学、教育学を担当。3年間の滞在期間の後半は、東京帝国大学の特約教育生教育学科の指導を行ったが、これは彼の特記すべき業績であった。この学科は、ハウスクネヒトの建議により創設され、大学で初めて中等教育学校の教員養成を図ったもので、ドイツの大学の教育学ゼミナールを手本としたものだった。ここで指導を受けたものの中に、谷本富（たにもととめり）がいる。1890年、ハウスクネヒトは日本を去る。

### その後
離日後、ハウスクネヒトは北米により、4ヶ月間、各地の大学を見学、教育制度の視察を行う。1891年春、ベルリンの第2実科学校へ招かれ、1892年秋からはヴィクトリア・リツェウムの英語学、英文学の講師を兼任。実科学校の研究誌に「アメリカの教育制度」（1894年）を発表。
1895年春、新設のベルリン第12実科学校の校長に就任。1895年、ヴィルヘルム・ライン編の「教育学百科事典」に「英語教育」の項目を執筆。
1900年から1906年まで、キール改革実科ギムナジウム（その後、フンボルトシューレと改称）の校長。この時期、神田乃武（ないぶ）、谷本富など複数の日本人教育関係者が、彼を訪問。彼は自らの強引な学校運営で教育行政当局や教員陣と軋轢を引き起こし、離職。
1906年秋から、1916年までローザンヌ大学の英語、英文学の員外教授。第一次世界大戦に自ら志願して、後備軍中尉。
キール在住時の1905年、26歳年下のマルゲリータと結婚。息子一人があった。1927年、12月19日、ロンドンで客死。

## 著作
- Über Quellen und Sprache des mittelenglischen Heldengedichts vom Sowdon of Babylone, Dissertation (1879)
- The Romaunce of the Sowdone of Babylone and of Ferumbras his sone who conquerede Rome (1881)
- Floris and Blauncheflure. Mittelenglisches Gedicht aus dem 13. Jahrhundert nebst litterarischer Untersuchung und einem Abriss über die Verbreitung der Sage in der europäischen Litteratur (1885)
- 『教育学汎論』金港堂、1890年
- Amerikanisches Bildungswesen (1894)
- The English Student. Lehrbuch zur Einführung in die englische Sprache und Landeskunde (1894)
- Englisch-deutsches Gesprächsbuch (1919)

## 関連文献
- 今野三郎 「明治20年代のヘルバルト主義教育思想 : ハウスクネヒト・門下生の著作の検討を中心に」（『教育学雑誌』第17号、日本大学教育学会、1983年8月、NAID 110009898890）
- 上村直己 「エーミール・ハウスクネヒトのドイツ語教授法」（伊藤利男先生退官記念論集刊行会編 『ロゴスとポエジー』 伊藤利男先生退官記念論集刊行会、1995年3月）
  - 上村直己著 『近代日本のドイツ語学者』 鳥影社、2008年10月、 ISBN 9784862651556
- Jörg Möller. Damit "in keinem Haus ein Unwissender zu finden sei": zum Wirken von Emil Hausknecht und der Herbart-Rezeption in Japan. München : Iudicium, 1995, ISBN 3891293097.
- 竹中暉雄, 「ハウスクネヒトが残した中学校教員資格勅令案」日本教育学会編 『教育学研究』第67巻第3号、2000年9月、NAID 110001176106, doi:10.11555/kyoiku1932.67.344
- 「ヘルバート学派導入の背景と影響」（中山淳子著 『グリムのメルヒェンと明治期教育学 : 童話・児童文学の原点』 臨川書店、2009年4月、ISBN 9784653040040）